# Sarconi
Sarconi (Sarcùni in dialetto lucano) è un comune italiano di 1 408 abitanti della provincia di Potenza in Basilicata. Il paese è famoso per il suo fagiolo IGP, esportato a livello internazionale.

## Geografia fisica
Sarconi è detta la "piccola Mesopotamia" della Val d'Agri perché sorge a 636 m s.l.m. su una lingua di terra bagnata dai fiumi Maglia e Sciaura.
Confina con Castelsaraceno, Grumento Nova, Moliterno, Spinoso.
Nei suoi pressi si trova il bosco Farnie, dove è ubicata la fontana Amelina.

## Storia
Ha origini molto antiche, essendo legato alla colonia romana di Grumentum (prova ne sono i resti di un acquedotto che univa i due centri),

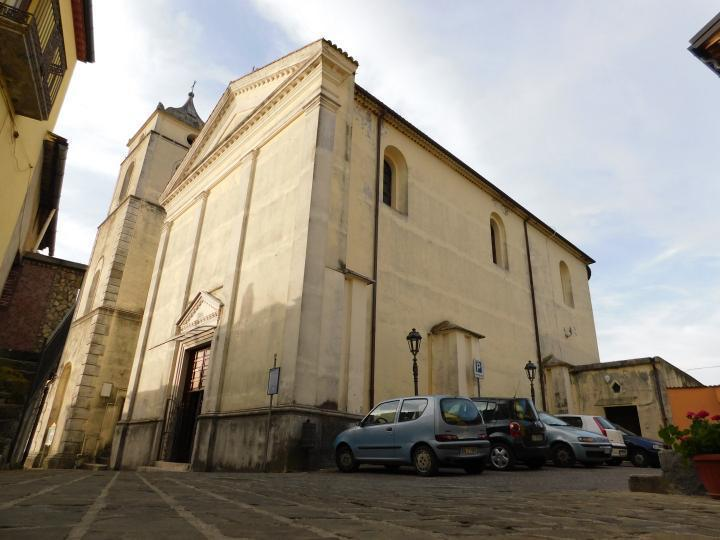
Chiesa di Santa Maria Assunta

18 Marzo 1861 Costituzione del Comune di Sarconi:
- Aggregato al Comune di Moliterno con (Regio Decreto N. 2966 del 29/11/1928)
- Ricostituito il Comune di Sarconi con (Regio Decreto N. 64 del 17/02/1944)

Secondo alcuni il nome del borgo deriva dal latino "sarculum" (luogo pieno di macchia e aperto alle colture), secondo altri dal greco sarkos (carne, inteso come luogo di carneficina), in quanto a Sarconi sarebbero sepolti i caduti di una sanguinosa battaglia del III sec. A.C. tra Romani e Cartaginesi.
In epoca feudale Sarconi fu dominato dai Sanseverino e poi dai Pignatelli, principi di Marsico Nuovo. All'inizio del '700 il borgo contava più di 3 000 abitanti.
Anche Sarconi subì il Terremoto della Basilicata del 1857 che colpì duramente la Val d'Agri.
Molti abitanti aderirono ai moti risorgimentali, nel 1860 issarono il vessillo carbonaro e infine combatterono con Giuseppe Garibaldi.

## Monumenti e luoghi d'interesse

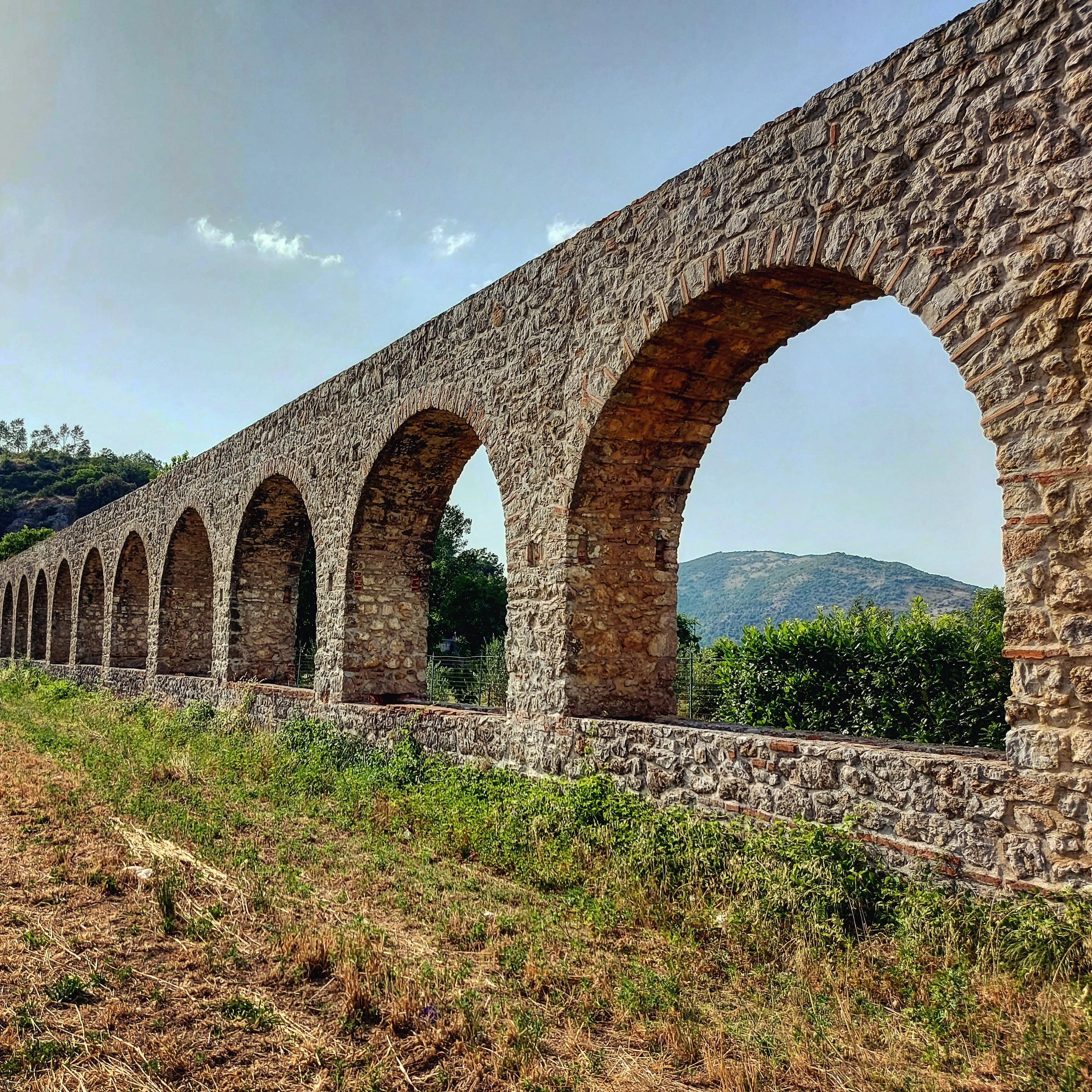
Sarconi, acquedotto Cavour

- Chiesetta di Santa Lucia (XV secolo, conserva un affresco raffigurante la Madonna col Bambino e un trittico del XVII secolo)
- Chiesa di Sant'Antonio
- Chiesa Madre di Santa Maria in Cielo Assunta
- Chiesa della Madonna del Carmine
- Acquedotto Cavour (in stile romano, 1867) e antichi mulini ad acqua
- Parco fluviale del Maglia
- Castello feudale di Baldovino del Vasto
- Bosco Farnie e fontana Amelina
- Museo etnografico
- Ponte romano detto "di Annibale" lungo il percorso della via romana Herculea che univa Nerulum a Potentia
- Biblioteca comunale "Ortus conclusus"

## Società

### Evoluzione demografica
Abitanti censiti

## Amministrazione

### Altre informazioni amministrative
Il comune di Sarconi fa parte del Parco nazionale dell'Appennino Lucano-Val d'Agri-Lagonegrese e della Comunità montana Alto Agri.

## Sport

### Calcio
La principale squadra di calcio della città è la Polisportiva Sarconi 1975 che milita nel girone B lucano di Prima Categoria.
È nata nel 1975.